# John L. Hall
John L. Hall (nacido en Denver, Colorado, el 21 de agosto de 1934) es un profesor de física estadounidense que trabaja en la Universidad de Colorado en Boulder y es investigador del Instituto de Astrofísica de Laboratorio (JILA) de la Universidad de Colorado y del Instituto Nacional de Estándares y Tecnología (NIST) del Departamento de Comercio de los Estados Unidos. Hall fue galardonado en 2005 con el Premio Nobel de Física junto con Theodor W. Hänsch por sus contribuciones al desarrollo de la espectroscopia de precisión basada en láser, incluyendo la técnica de frecuencia óptica comb. La otra mitad del premio fue otorgada a Roy J. Glauber.
Las contribuciones de John Hall y Theodor Hänsch de finales de la década de 1990, hicieron posible medir frecuencias con una precisión de quince dígitos. Ahora se pueden construir láseres con colores extremadamente precisos y con la técnica de frecuencia comb se pueden realizar lecturas precisas de la luz de todos los colores. Esta técnica hace posible llevar a cabo estudios de por ejemplo, la estabilidad de las constantes de la naturaleza en el tiempo y el desarrollo de relojes extremadamente exactos y tecnología GPS mejorada.
Hall ha recibido varios honores por su trabajo seminal, incluyendo el Premio Max Born de la Sociedad Óptica Estadounidense "por sus trabajos seminales en el área de láseres estables incluyendo sus aplicaciones en física fundamental y, más recientemente, en la estabilización de láseres de femtosegundos que permitieron impresionantes avances en metrología de frecuencia óptica." 
John Hall obtuvo diplomas de pregrado (1956), máster (1958) y doctorado (1961) en el Instituto Carnegie de Tecnología. Tiene estudios postdoctorales en la Oficina Nacional de Estándares, donde trabajó entre 1962 y 1971. Ha sido profesor en Colorado desde 1967.
Con Hall, son tres los científicos del JILA que han sido galardonados. En 2001 fueron premiados Eric A. Cornell y Carl E. Wieman. 